# Caraimatta blandini
Caraimatta blandini är en spindelart som beskrevs av Pekka T. Lehtinen 1981. Caraimatta blandini ingår i släktet Caraimatta, och familjen Tetrablemmidae. Inga underarter finns listade.